# Walter Harzer
Walter Harzer (ur. 29 września 1912 w Feuerbach, zm. 29 maja 1982 w Stuttgarcie) – SS-Oberführer. Służył jako oficer Waffen-SS w SS-Standarte (Pułku) Deutschland, a następnie dowodził 9 Dywizją Pancerną SS "Hohenstaufen" i 4 Dywizją Grenadierów Pancernych SS "Polizei". Odznaczony Krzyżem Rycerskim Krzyża Żelaznego. Po wojnie był aktywnym członkiem stowarzyszenia weteranów wojennych HIAG.